# Neunheilingen
Neunheilingen ist ein Ortsteil der Stadt und Landgemeinde Nottertal-Heilinger Höhen im Unstrut-Hainich-Kreis in Thüringen.

## Geographie
Neunheilingen liegt am Nordwestrand des Thüringer Beckens südlich des Schlotheimer Grabens in den Heilinger Höhen.

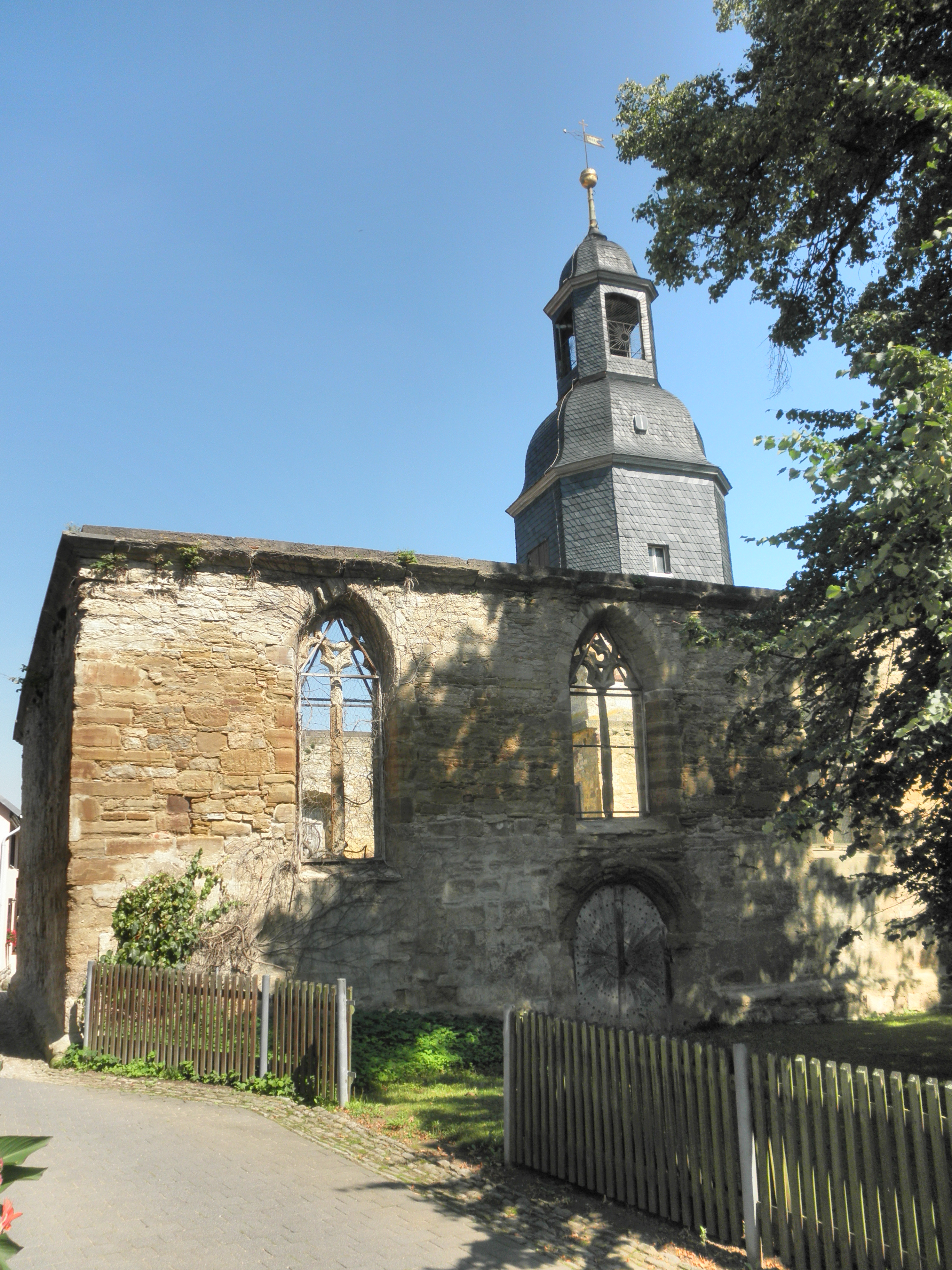
Ruine der Kirche Heiligkreuz

## Geschichte
Die urkundliche Ersterwähnung von Neunheilingen erfolgte in Unterlagen des Klosters Fulda im Jahre 1158. Der Ort gehörte bis 1815 zum kursächsischen Amt Langensalza und nach seiner Abtretung an Preußen von 1816 bis 1944 zum Landkreis Langensalza in der Provinz Sachsen.
Am 31. Dezember 2019 schloss sich die Gemeinde Neunheilingen mit weiteren Gemeinden zur Stadt und Landgemeinde Nottertal-Heilinger Höhen zusammen. Die Gemeinden waren zuvor in der Verwaltungsgemeinschaft Schlotheim zusammengeschlossen, die gleichzeitig aufgelöst wurde.

### Schloss Neunheilingen
Bis 1638 gehörten Dorf und Burg/Schloss den Herren von Heilingen. Dann trat die Familie von Werthern den Besitz an. 1716 wurde das jetzige barocke Herrenhaus erbaut. Die Gräfin Johanna („Jeannette“) Luise von Werthern war eine hochgebildete Dame, die den Herzog Carl August und Goethe begeisterte. Beide besuchten Schloss Neunheilingen im Jahre 1781. Goethe verewigte seinen Besuch dort in „Wilhelm Meisters Lehrjahre“. Bis 1819 residierten die von Wertherns auf Schloss und Gut. In diesem Jahr vernichtete ein gelegtes Feuer 84 von 120 Häusern des Dorfes.
Nach mehreren Besitzer-Wechseln gehörte das Schloss bis Ende der 1940er Jahre der Familie Limpert, dann der Gemeinde. Zur DDR-Zeit beherbergte das Schloss Wohnungen, einen Kindergarten, Gemeindebüro und Bibliothek. Nach der Deutschen Wiedervereinigung 1990 wurde das Gebäude teilsaniert, erhielt ein neues Dach und neue Fenster. Aufgrund finanzieller Überforderung der Gemeinde wurde es aber im Jahre 2000 versteigert. Käufer und Besitzer von 2000–2017 war Hans-Werner von den Driesch-Wirtz. In dieser Zeit wurden die alten Stallungen erworben und mit dem Schloss vereinigt. Außerdem wurden im Innenbereich die Elektrik, die Stuckdecken und große Teile des Innenputzes erneuert. Nach Differenzen mit dem Denkmalschutz wurde das Schloss schließlich 2017 verkauft. 2017 erwarben Petra und Uilke Bergsma aus den Niederlanden das Schloss, welche es seither Sanieren. Der Park wird von der Gemeinde gepflegt und soll von ihr gepachtet werden.

## Politik

### Ehemaliger Gemeinderat
Der Rat der Gemeinde Neunheilingen bestand aus 6 Ratsfrauen und Ratsherren:
- Feuerwehrverein Neunheilingen e. V.: 3 Sitze
- Interessengemeinschaft Kultur und Musik: 2 Sitze
- Unabhängige Wählergemeinschaft Neunheilingen: 1 Sitz

(Stand: Kommunalwahl am 26. Mai 2019)

### Ehemaliger Bürgermeister
Der ehrenamtliche Bürgermeister Sandro Seeländer wurde am 6. Juni 2010 gewählt und bekleidete dieses Amt bis zur Auflösung der Gemeinde. Seit der Eingemeindung hält er das Amt des Ortsteilbürgermeisters inne.

## Sehenswürdigkeiten
- Schloss von 1716, seit 2017 bewohnt und wird saniert
- Schlosspark und -Tore
- Restauriertes, repräsentatives Gebäude von 1869 („Bauernhaus“) an der Straße oberhalb des Schlossparks. Selbstbewusster Spruch und Bild über einem Tor: „Das schönste Wappen auf der Welt / ist der Pflug im Ackerfeld“
- Heiligkreuz-Kirche: restaurierter Turm, das Kirchenschiff wurde zur DDR-Zeit eine dachlose Ruine
- Ehemaliges Pfarrhaus: Schieferwände und saniert
- Denkmal vor der Kirchenruine, umgestaltetes Kriegerdenkmal zum Ersten Weltkrieg. Widmung: „Zur Mahnung und zum Gedenken an alle Opfer von Verfolgung, Vertreibung und Gewalt“, auch mit den Namen ziviler Opfer von alliierten Bombenangriffen 1944
- Restaurierte Friedhofskapelle mit zwei davorstehenden Steinkreuzen (umgesetzte Sühne-Kreuze) und flankiert von historischen Grabdenkmälern

## Kultur: Pfingsten in Neunheilingen
Einzigartiges Pfingstfest mit Bräuchen aus dem 18. Jahrhundert.
Zitiert aus einem alten Text:
Pfingstbräuche in Neunheilingen
Das Pfingstfest ist eines der größten und schönsten im ganzen Dorf und reich an alten, vielleicht schon seit Jahrhunderten bestehenden Sitten und Gebräuchen, die sich noch bis auf den heutigen Tag erhalten haben.
Es nimmt Sonnabend seinen Anfang und dauert bis Mittwoch. Sonnabend Mittag versammeln sich die Pfingstburschen in der Gemeindeschenke. 13.30 Uhr wird nach dem eine halbe Stunde entfernten Wald gezogen, um dort den Pfingstbaum zu holen. Nach Fällen und Aufladen der Maie lagert man sich unter der weit über die Grenzen unserer Heimat hinaus bekannten Kaffeelinde und tut sich dort an dem mitgebrachten Mundvorrat gütlich.
Um 18.30 Uhr wird aufgebrochen, um 19 Uhr vor dem Dorfe zu sein, wo der Zug schon von der Musik erwartet wird. Nun kommt der Einzug ins Dorf: die Musik, der Wagen mit der Maie, die Pferde mit frischem Grün und Waldblumen, die Pfingstburschen mit Maienbüschen und Maiblümchen geschmückt. Vor der Gemeindeschenke haben sich schon viele Zuschauer versammelt, um dem Schauspiel des Aufrichtens mit beizuwohnen. Unter dem Spiel der Musik und Lachen und Scherzen der Pfingstburschen wird die Maie aufgerichtet. Ein dreifaches Hoch auf den Maibaum und ein flotter Marsch, dann geht es in die Kegelbahn, wo  noch bei Tanz und Becher bis spät in die Nacht verweilt wird.
Der erste Tag verläuft ruhig, der zweite wird mit Tanz gefeiert; nun kommt der dritte, welcher der bedeutendste ist. Schon früh morgens 7 Uhr reiten zwei Burschen, die Vorreiter genannt, mit dem Läufer, welcher ein bekleideter Bursche ist, im Dorf herum und fragen wer den Bischof haben will. „Bischof haben“ heißt, wer ein Ständchen gebracht haben will. 7.30 Uhr spielt die Musik vor der Schenke den Morgensegen. Um diese Zeit treten auch die Pfingstburschen hoch zu Ross in Reih und Glied vor dem Schlosse an. Gleich darauf kommt der Wachtmeister, denn die Pfingstburschen sind jetzt alle Ulanen geworden, grüßt die Leute und lässt abzählen. Verschiedene, die zu spät erschienen sind, erhalten Strafe. Kurze Zeit darauf kommt der Rittmeister, wünscht den Leuten einen guten Morgen, besichtigt die Schwadron, lässt noch einmal abzählen, dann geht’s mit der Musik und den Vorgesetzten voran zum Festplatz, wo sich schon die Bewohner des Dorfes und viele Nachbardörfer versammelt haben. Auf dem Festplatz stellt sich die Schwadron wieder in Reih und Glied auf, der Läufer sorgt für Ordnung, und die Musik spielt altbekannte Weisen. Dann werden die ersten drei Mann zum Fahnenholen und weitere zwei Mann zum Bischof abkommandiert. Der Bischof ist der jüngste Pfingstbursche, welchen man wie auch sein Pferd mit bunten Bändern und Schleifen, Kränzen und Blumen geschmückt hat. Nun werden von verschiedenen Burschen ein paar humorvolle Stücke in bäuerlicher Mundart aufgeführt, dann halten Rittmeister und Wachtmeister Ansprachen, tadeln und loben die Schwadron und schildern des Landmanns Freud und Leid. Da --- auf einmal „Achtung seine Exzellenz“, und im Galopp kommt der General herbeigesprengt, besichtigt die Schwadron, hält auch eine Ansprache und lässt den Wachtmeister die Quartiere verlesen. Jedes Mädchen erhält einen Burschen als Quartiergast. Die Angabe des Quartiers wird von den anwesenden Zuschauern mit Beifall entgegengenommen, da meist sehr humorvoll ist.
Nun geht es wieder zurück ins Dorf. Vor der Pfarre wird das erste Ständchen gebracht, dann zieht der Zug im ganzen Dorf herum, bringt vor jedem Haus ein Ständchen und wird von den Hausbewohnern mit Kuchen und Wein bewirtet. Nachmittags 14 Uhr hat das Reiten sein Ende erreicht.
Um 15 Uhr beginnt der Tanz, welcher wieder bis spät in die Nacht hinein anhält. Am vierten Pfingsttag ziehen die Burschen mit der Musik wieder im Dorf herum, nochmals vor jedem Haus ein Ständchen bringend; der Vorstand nimmt Geldgeschenke zur Deckung der Pfingstunkosten und verschiedene Eier zu dem abends stattfindenden Festessen entgegen. Außerdem erhält jeder Bursche von seiner Tänzerin ein paar Eier oder ein Stück Wurst. Abends findet dann das gemeinsame Festessen der Pfingstburschen statt. Ein abschließendes Tänzchen bildet den Schluss des schönen Festes.

### Ablauf des Pfingstfestes alten Aufzeichnungen zufolge
Vorpfingsten: Von Ostern ab finden regelmäßig Versammlungen der Pfingstburschen im „Gelag“ statt, anfangs aller acht Tage, in der Woche vor Pfingsten an jedem Abend. Sie dauern bis spät in die Nacht hinein; ihr Hauptinhalt besteht in „tüchtig Biertrinken“. Als Gelag diente früher die Schmiede (gegenüber der Schenke), jetzt dagegen das Vorzimmer der Kegelbahn (hinter der Schmiede). 
Am Himmelfahrtstag werden von den Pfingstburschen die einzuladenden Pfingstmädchen gewählt. Diesen wird zwar die Einladung zugestellt, der Name des einladenden Burschen bleibt ihnen aber vorläufig unbekannt.

### Ablauf des Pfingstfestes in der heutigen Zeit
Die Vorbereitungen laufen das ganze Jahr, und auch die Pfingstburschen bemühen sich früh um ihre Tanzpartnerinnen am Pfingstsamstag. Zwar werden keine Gelage mehr abgehalten, aber sonst hat sich nur wenig am Althergebrachten geändert. Ab und zu werden auch Neuerungen in den einzelnen Bereichen eingebracht. So werden heute zum Sonntag und Montag die extra bedruckten Pfingst-T-Shirts getragen und es gibt einen Kindertanz.

## Söhne und Töchter des Ortes
- Dieter Itzerott (1931–2020), FDJ-Funktionär und SED-Funktionär

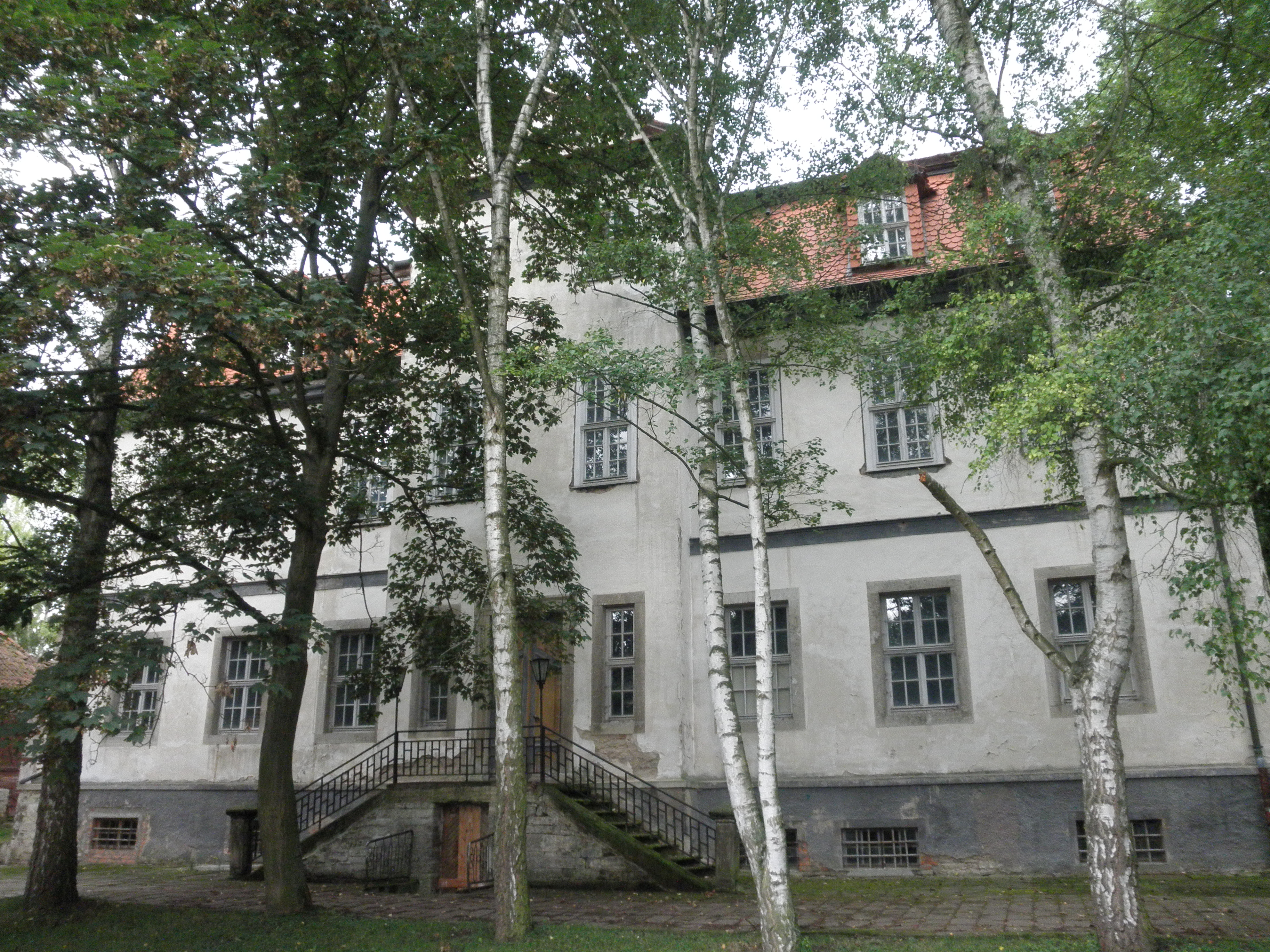
Schloss 2011
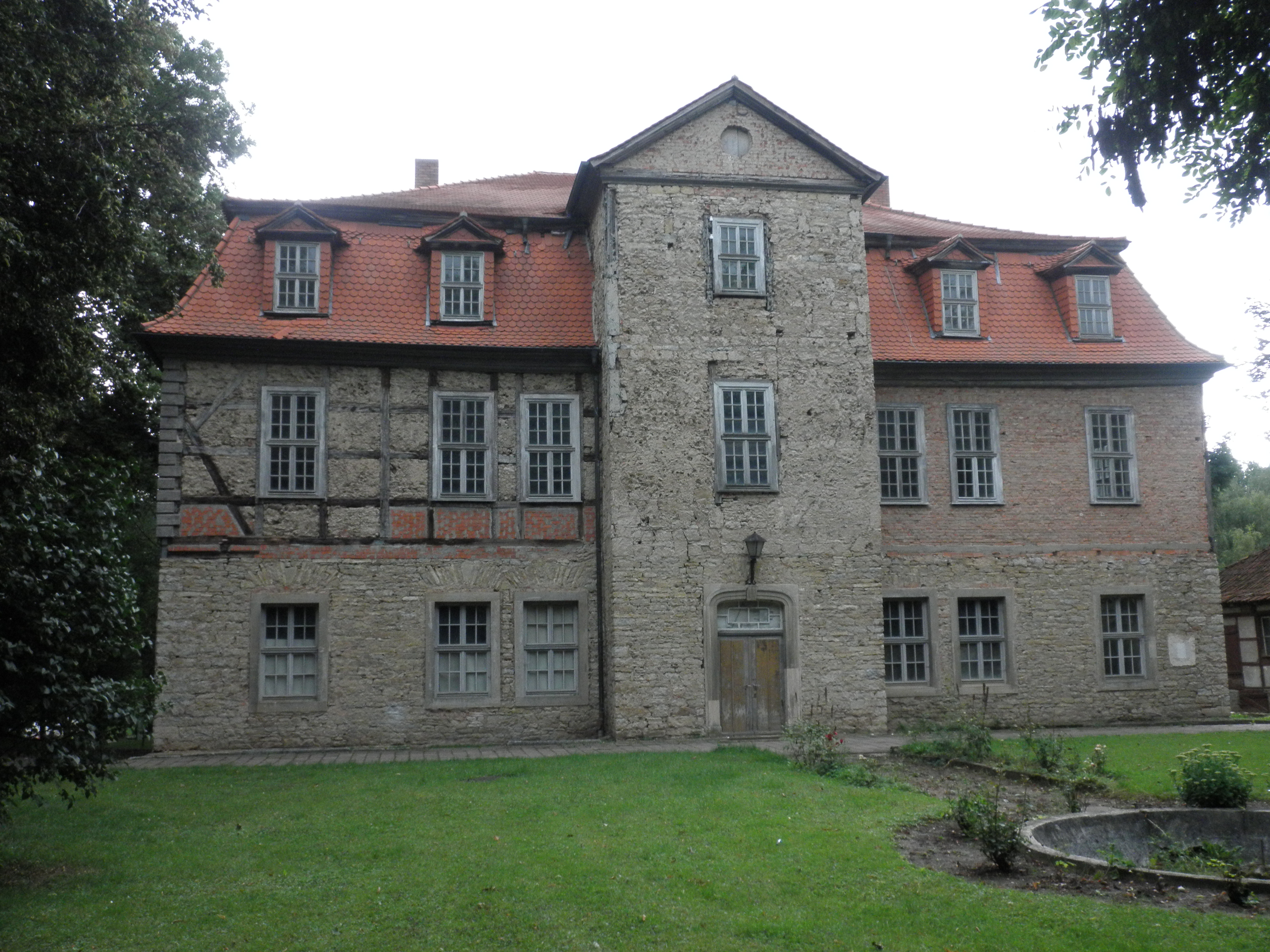
Schloss 2011
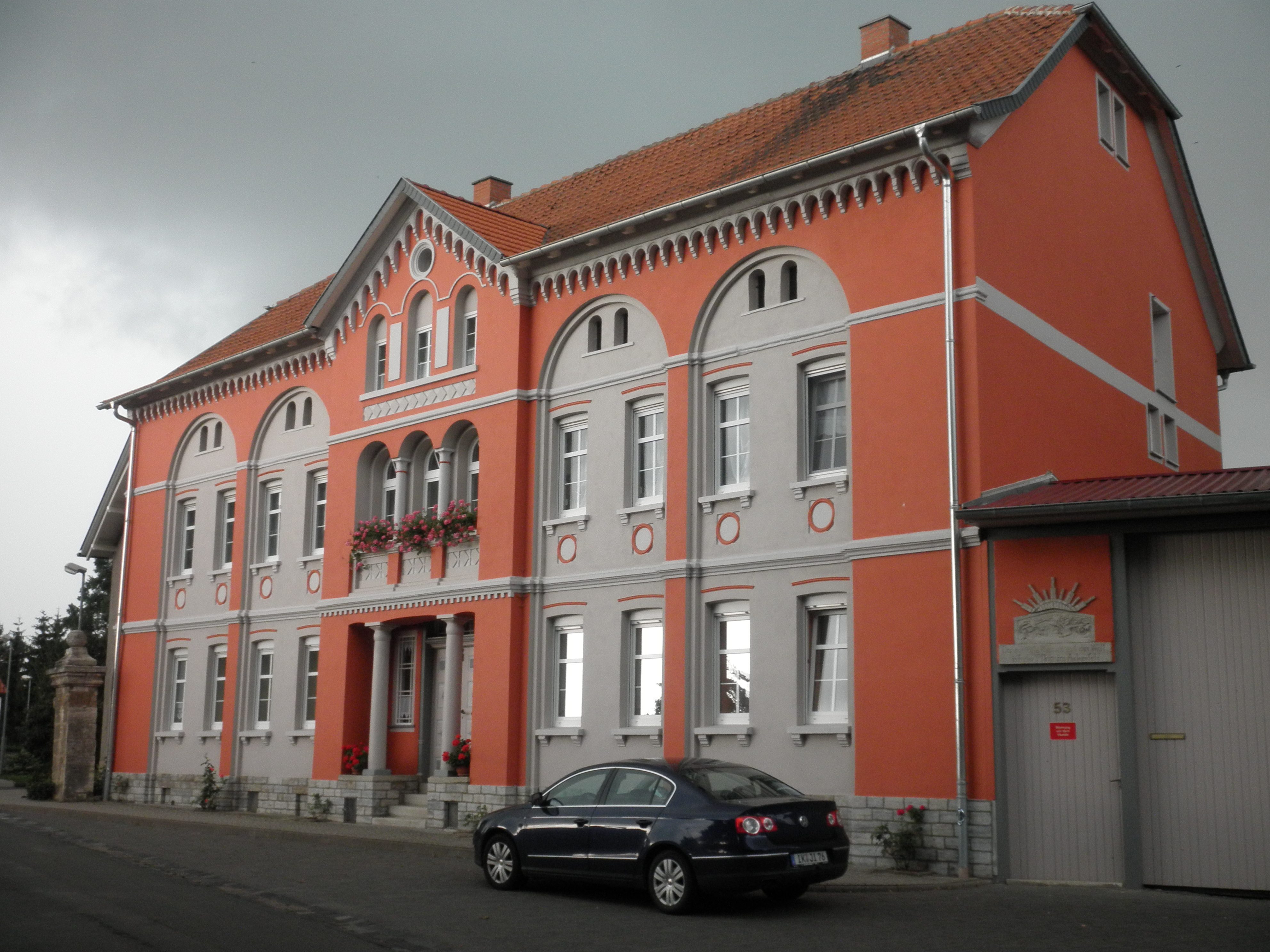
Restauriertes Gebäude von 1869
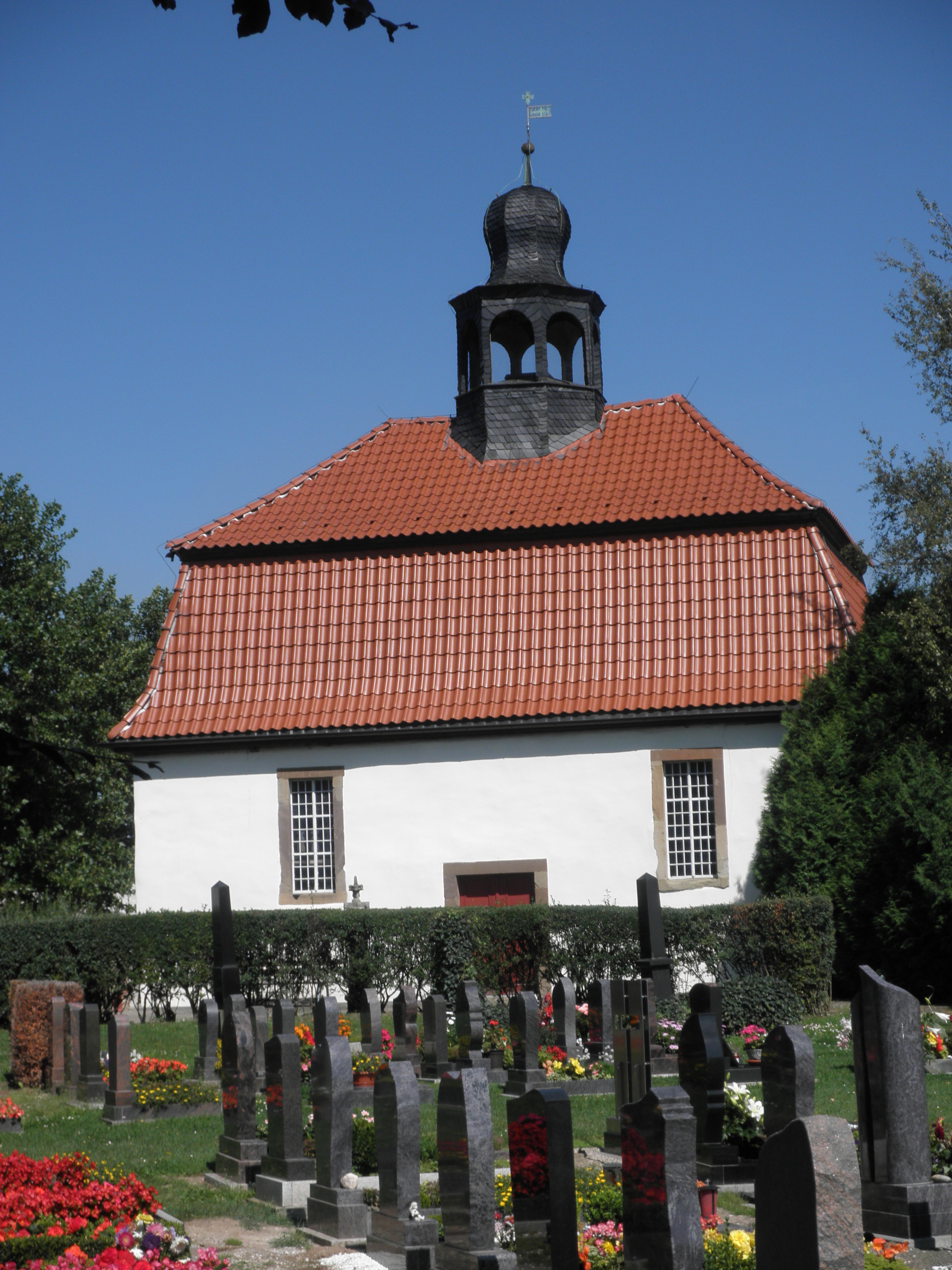
Friedhofskapelle 2011